# Prawo do użycia siły
Prawo do użycia siły (ros. Право на силу) – powieść postapokaliptyczna autorstwa rosyjskiego pisarza Denisa Szabałowa, wydana w 2012 roku. Książka jest pierwszą częścią trylogii Konstytucja apokalipsy napisanej w ramach projektu Uniwersum Metro 2033. W Polsce została wydana w marcu 2016 roku. Do wydania dołączono zbiór opowiadań polskich fanów Echa zgasłego świata.
Powieść ma militarny charakter, autor książki szczegółowo opisał sceny walk oraz rodzaje broni. 

## Opis fabuły
Akcja powieści toczy się w Sierdobsku. 21-letni Daniła wraz z grupą ocalałych mieszkańców miasta mieszka w schronach atomowych. Aby przetrwać muszą walczyć z mutantami oraz mieszkańcami innych schronów.